# Rana siberu
Rana siberu là một loài ếch trong họ Ranidae.
Nó được tìm thấy ở Indonesia và Malaysia.
Các môi trường sống tự nhiên của chúng là các khu rừng ẩm ướt đất thấp nhiệt đới hoặc cận nhiệt đới, sông, và đầm nước ngọt có nước theo mùa. Loài này đang bị đe dọa do mất môi trường sống.

## Hình ảnh

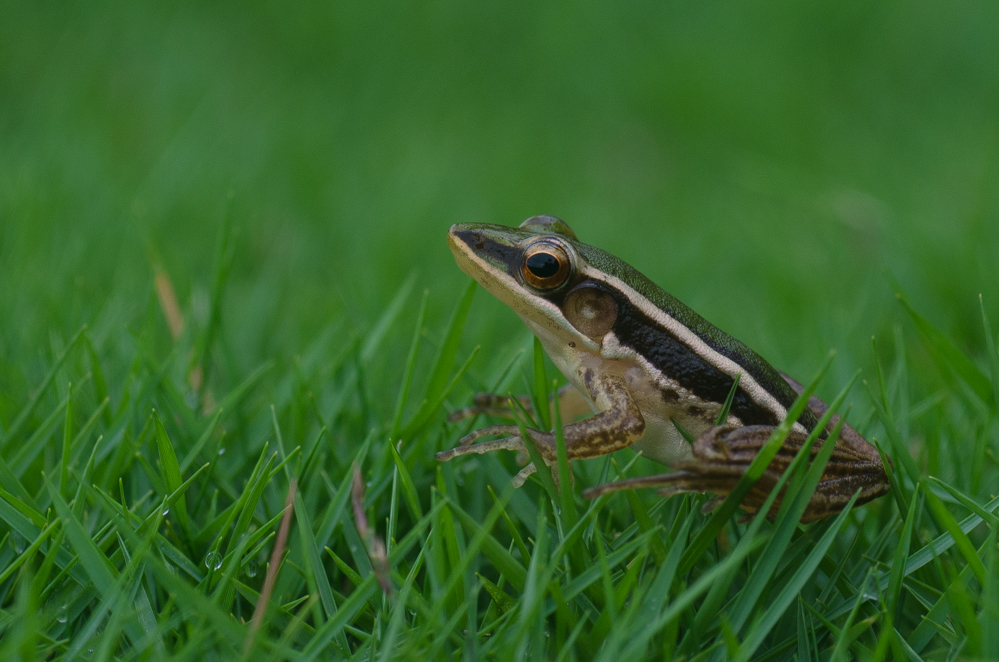